# Tíz kicsi néger
A Tíz kicsi néger Agatha Christie egyik nagy sikerű krimije, 1939. november 6-án jelentette meg a Collins Crime Club az Egyesült Királyságban Ten Little Niggers címmel, 1940 januárjában az Amerikai Egyesült Államokban is megjelent And Then There Were None címen. A művet Tíz kicsi indián címmel vetítették a mozik. Magyarországon először 1941-ben jelent meg A láthatatlan hóhér címmel Vécsey Leó fordításában. A könyv Agatha Christie legkeresettebb bestsellere, több mint 100 millió példányt adtak el belőle, minden idők legnagyobb sikerű krimije.

## Szereplők
- Anthony James Marston – Gazdag család gyermeke, aranyifjú. Amorális, öntörvényű, nem érdeklik mások érzései, szenvedései.
- Mrs. Ethel Rogers – Ideges háziasszony és szakács. Szellemszerű, fakó arca, világos szeme van, láthatólag súlyos gondok gyötrik. A személyzet tagja.
- Mr. Thomas Rogers – Ethel férje, komornyik, világéletében keményen dolgozott.
- John Gordon Macarthur tábornok – Nyugalmazott első világháborús hős. Magányosan él, egykori barátaival, bajtársaival nem tartja a kapcsolatot.
- Emily Caroline Brent – Idős, vallásos vénkisasszony. Szigorú elveket vall, képtelen mások megértésére, folyton a Bibliát olvassa.
- Philip Lombard – Egyfajta „szerencselovag”, körbeutazta a világot, számos kalandot élt át, a szigetre is „hű társával”, egy revolverrel érkezik meg.
- Lawrence Wargrave bíró – Gazdag, nyugalmazott bíró, „vérbíróként” ismert, szigorú ítéletei és gyakori halálbüntetés-kiszabásai miatt.
- Dr. Edward George Armstrong – Harley Street-i sebész, gyorsan emelkedett a ranglétrán, igen ismert és gazdag orvos. A múltbéli tragédia, ami miatt a szigeten meg kell halnia: alkoholos befolyásoltság alatt operált egy idős beteget, aki a műtét alatt meghalt (orvosi műhiba).
- William Henry Blore – Nyugalmazott rendőrfelügyelő, magánnyomozóként dolgozik, általában rablási ügyekkel foglalkozott, erőszakos ember.
- Vera Elizabeth Claythorne – Fiatal tanárnő. Egy múltbeli tragédia miatt nevelőnői állás helyett középszintű (itt: nem elit magániskola) iskolákban tanítónő, nyári szünetekben mint titkárnő keres megélhetést.
- Fred Narracott – Hajós, a történet elején ő viszi csónakján a vendégeket a szigetre.
- Sir Thomas Legge és Maine felügyelő – két rendőr, akik az esetről vitáznak a mű végén.
- Mr./Mrs. V. A. Lacky – A sziget rejtélyes és gazdag tulajdonosa, senki sem tud róla túl sokat.
- Isaac Morris – a „kis zsidó”, akit felbérelt Mr. Lacky, és aki intézkedik arról, hogy Lombard elmenjen a szigetre cserébe 100 guineáért, hogy a tulajdonos rendelkezésére álljon.

## A cselekmény összefoglalója
Tíz, egymásnak ismeretlen ember érkezik a Néger-szigetre, Devon partjaihoz. A szigetet az ismeretlen és rejtélyes Mr. V. A. Lacky vásárolta meg, és egy pazar villát építtetett rá. A vendégek egy apró csónakon kelnek át, és érkeznek el a fényűző házhoz, ahol a két alkalmazott, Mr. és Mrs. Rogers fogadja őket. Hamar kiderül, hogy Mr. Lacky nincsen sehol, sőt arra is fény derül, hogy valójában még egyik vendég és a személyzet sem találkozott vele személyesen. Fred Narracott, a csónakos visszaindul a szárazföldre és megjegyzi, hogy nagy vihar készülődik, a tenger valószínűleg napokig háborogni fog.
A vendégek a szobájukban egy gyermekdalt olvashatnak, a Tíz kicsi néger mondókát, ami a falon van bekeretezve:
Tíz kicsi néger éhes lett egyszer; s vacsorázni ment,

Egyik rosszul nyelt, megfulladt, s megmaradt kilenc.
Kilenc kicsi néger későn feküdt le, s rosszat álmodott,

Egy el is aludt másnap, s nem maradt, csak nyolc.
Nyolc kicsi néger sétára ment egy szép kis szigeten,

Egy ott is maradt örökre, s így lettek heten.
Hét kicsi néger tűzifát aprít, gyújtóst hasogat,

Egyik magát vágta ketté, s már csak hat maradt.
Hat kicsi néger játszadozik a kaptárok között,

Egyet megcsíp egy kis méh, és nem marad, csak öt.
Öt kicsi néger tanulgatja a törvény betűjét,

Egyik bíró lesz a végén, s marad, csak négy.
Négy kicsi néger tengerre száll, és egy piros lazac

Egyet lépre csal, bekapja, s csak három marad.
Három kicsi néger állatkertben jár, egy nagy medve jő,

Egyet keblére ölel, és így marad kettő.
Két kicsi néger kiül a napra s sütkérezni kezd,

Egyik pecsenyévé sül és nem marad, csak egy.
Egy kicsi néger magára hagyva, árván ténfereg,

Felköti magát, és vége is, mert többen nincsenek.
Az ebédlőben 10 kicsi négerfej szobrocskát találnak az asztalon. Amikor a vendégek vacsorához asztalhoz ülnek, egy elrejtett gramofonból ismeretlen hang szólal meg és a vendégek mindegyikét gyilkosság elkövetésével vádolja meg:
- Edward George Armstrong ittasan operálta meg Louisa Mary Cleest.
- Emily Caroline Brent elüldözte cselédlányát – Beatrice Taylort -, amikor megtudta, hogy terhes, a lány később öngyilkos lett.
- William Henry Blore hamis bizonyítékokat szolgáltatott James Landor tárgyalásán, akit ezért börtönbüntetésre ítéltek, ahol meghalt.
- Vera Elizabeth Claythorne szándékosan hagyta vízbe fúlni Cyril Hamiltont, a kisfiút, akit a gondjaira bíztak. A cél az volt, hogy szerelme, Hugo Hamilton örököljön, és így összeházasodhassanak. Miss Claythorne-t még gondatlanságban sem találták bűnösnek, de szerelme elhagyta őt az eset után, mert tudta, hogy szándékosan hagyta megfulladni Cyrilt.
- Philip Lombard egy expedíció során magára hagyta egy afrikai törzs 21 tagját, akik emiatt meghaltak.
- John Gordon Macarthur megfontolt szándékkal halálba küldte a háborúban, egy öngyilkossággal felérő küldetésben, felesége szeretőjét, Arthur Richmondot.
- Anthony James Marston elütötte John és Lucy Combes-t. A gazdag, befolyásos család sarját soha nem állították bíróság elé, mindössze a jogosítványát vonták be.
- Lawrence John Wargrave halálra ítélte Edward Setont, annak ellenére, hogy nem volt bizonyiték, hogy bűnös volt.
- Thomas és Ethel Rogers magára hagyták, nem adták be a gyógyszerét munkaadójuknak, Jennifer Bradynek, aki emiatt meghalt, így a házaspár megörökölhette az elhunyt vagyonát.

A gyilkosságokban az a közös, hogy soha nem vontak felelősségre senkit az elkövetett cselekményekért, a gyilkosságok rejtve maradtak. A gyilkosságok nagy része az ún. mulasztásos emberölés kategóriájába esik, másik része vegyes (mint pl. Veráé); és soha egyetlen gyilkosság sem bizonyítható. A vendégek rájönnek, hogy csapdába estek, a viharos tenger miatt nincs mód a hazatérésre, és a segélykérő jeleikre sem válaszol senki. Némelyikük beismeri a saját gyilkosságát, mások tagadják. Megsejtik, hogy a sziget tulajdonosa – Mr. V. A. Lacky, vagy másképpen: VALAKI – talán nem is létezik.
Ezután sorra gyilkolják meg a vendégeket, kezdve Anthony Marstonnal, majd utoljára Vera Claythorne hal meg, aki viszont önmagát akasztja fel, miután lelőtte Philip Lombardot egy revolverrel, mikor már csak ők ketten maradtak élve, mindketten egymásra gyanakodva. Claythorne, Lombard meggyilkolása után visszaérkezve szobájába, egy kampóról lelógó kötelet talál, alatta egy székkel, és a vele történtek hatására – hogy két embert is megölt, egyet pár perccel előtte, a kisfiút pedig régebben – felakasztja magát. Nemcsak lelkileg roppan össze, hanem tudja azt is, hogy 9 halott és egy élő esetében nincs a világon az a törvényszék, aki felmentené, annak ellenére, hogy a szigeten levők közül többen is vezettek naplót a történtekről (így ő maga is).
Hamar feltűnik a vendégeknek, hogy mindegyik haláleset úgy történik, ahogy az a dalban meg van írva, és mikor egy ember meghal, egy porcelánfigura eltűnik az asztalról.

### Epilógus
Az epilógus elején Sir Thomas Legge és Maine felügyelő vitázik a szigeten történtekről a Scotland Yardon. A vita végén megegyeznek abban, hogy bár a vendégek közül kellett lennie valakinek a gyilkosnak, semelyikük sem lehetett.
Az epilógus egy palackpostán jött levéllel folytatódik, amit az „Emma Jane nevű halászhajó kapitánya juttatott el a Scotland Yardra”. A levelet Lawrence Wargrave bíró írja, bevallva, hogy ő követte el a tömeggyilkosságot. Elmondja, hogy van egy veleszületett hajlama: szeret halált okozni és látni, megemlítve a darazsakkal és egyéb rovarokkal végzett kísérleteit a kertben. De emellett nagyon erős igazságérzete is van, „irtózott a gondolattól, hogy ártatlan ember vagy egyéb teremtmény szenvedjen vagy haljon meg az ő közreműködésével”. Ezek miatt a hajlamok miatt választotta a jogi pályát.
Később rádöbbent, hogy nem elég neki a vádlottak fölötti ítélkezés, hanem „ölni akar„. Volt egy terve, miszerint olyan embereket öl meg, akik úgy okozták más emberek halálát, hogy a bíróság azt nem tudta bizonyítani. Összegyűjtött tíz ilyen embert, egyikük Isaac Morris volt, aki segített Wargrave-nek lebonyolítani a sziget adás-vételi szerződését, őt ölte meg először egy gyógyszerrel, amit adott neki. A Rogers házaspárt, a ház személyzetét levélben szerződtette, ők a többi vendég előtt érkeztek meg, majd meghívta a maradék hét embert a szigetre úgy, hogy azok ne sejtsenek semmi különöset a meghívókból. A vendégek között azonban ő is ott volt, és titokban ő végzett a sziget lakóival; még saját halálát is megrendezte, hogy rá ne gyanakodjanak tovább a még életben maradt vendégek, és hogy a háttérben tovább folytathassa tervének megvalósítását. A parton élőket Isaac Morris, mint a sziget tulajdonosának megbízottja, rávette, hogy ne figyeljenek a szigetről érkező esetleges segélykérésekre sem.
Leírja, hogy ő rendezte be Vera szobáját, s öngyilkossága „lélektani kísérlet” volt azt illetően, hogy képes lesz-e meggyilkolni önmagát a nő a lelkifurdalás és a pár perce elkövetett gyilkosság miatt.
Elmondja azt is, hogy a gyermekkorában megismert rigmus, ami a házban a szobák falán lógott, a „kérlelhetetlen pusztulást, az elkerülhetetlen megsemmisülést” érzékeltette, és ezért végzett áldozataival ugyanúgy, ahogyan az a rigmusban meg van írva.
Megírja, hogy a palackposta tengerbe dobása után öngyilkosságot követ el abban a helyzetben, amiben színlelt halála után holttestét szobájában elhelyezték. Bevallja, hogy azért írja le tetteit, hogy ha valaki megtalálja, a világ tudomást szerezzen zsenialitásáról.
A bíró a levelet úgy fejezi be, hogy mikor majd az emberek átjönnek a partról, „tíz holttestet és egy megoldhatatlan rejtélyt találnak a Néger-szigeten”.

## Adaptációk
- Agatha Christie 1943-ban írta meg a regény színpadi változatát ...és már senki sem! (And Then There Were None) címmel
- Tíz kicsi néger (And Then There Were None, 1945) – amerikai mozifilm; rendezte: René Clair
- Tíz kicsi indián (Ten Little Indians, 1965) – angol mozifilm; rendezte: George Pollock
- Zehn kleine Negerlein (1969) – német TV-film; rendezte: Hans Quest
- Ten Little Indians (1974) – angol mozifilm; rendezte: Peter Collinson
- Tíz kicsi néger (Gyeszjaty negrityjat, 1987) – szovjet mozifilm; rendezte: Sztanyiszlav Govoruhin
- Tíz kicsi indián (Ten Little Indians, 1989) – amerikai mozifilm; rendezte: Alan Birkinshaw
- Agatha Christie: And then there were none (2005) – videójáték
- A Harper-sziget (Harper's Island, 2009) – amerikai sorozat; rendező/producer: Ari Schlossberg (habár nem fedi teljesen az eredeti sztorit, de alapjaként mindenképpen a mű szolgált)
- Tíz kicsi katona (And Then There Were None, 2015) – angol minisorozat; rendezte: Craig Viveiros
- Tízen voltak (Ils étaient dix, 2020) - francia minisorozat; rendezte: Pascal Laugier

## A mű kiadásának története
A regényt az Egyesült Királyságban a Daily Express huszonhárom részes folytatásokban közölte 1939. június 6-a és július 1-je között, rövidített változatban. Könyv alakban először 1939 novemberében jelentette meg a William Collins Sons and Company Ltd a Collins Crime Club sorozatában Ten Little Niggers (Tíz kicsi néger) címmel, majd egy ideig Ten Little Indians (Tíz kicsi indián) címen adták ki. Az Egyesült Államokban a Saturday Evening Post 1939. május 20-tól július 1-jéig hét részben közölte a művet And Then There Were None (És végül nem maradt senki) címen, mivel az országban a 'nigger' szónak etnikai problémákat tulajdonítanak, és ezen a címen adta közre 1940 januárjában a Dodd, Mead and Company is. Angol nyelvterületen manapság ezen a címen kerül kiadásra a könyv.

### Magyarul
- A láthatatlan hóhér. Regény; ford. Vécsey Leó; Nova, Bp., 1941 (A Nova kalandos regényei)
- Tíz kicsi néger. Bűnügyi regény; ford. Szíjgyártó László; 234 oldal, Európa, Bp., 1968 (ISBN 963-07-0803-5)
- Omnibusz. A krimikirálynő legnépszerűbb regényei egy kötetben / Tíz kicsi néger; ford. Szíjgyártó László; Gyilkosság az Orient expresszen; ford. Katona Tamás, Európa, Bp., 2017
- Christie, Agatha. Első fejezet (részlet), Tíz kicsi néger – [eKönyv] (epub, mobi), fordította: Szíjgyártó László, Agatha Christie (magyar nyelven), Budapest: Helikon Kiadó [1939] (2019. november 21.). ISBN 9789634794110. Hozzáférés ideje: 2024. április 14.
- Mert többen nincsenek. Helikon Zsebkönyvek 122.; ford. Szíjgyártó László; Helikon Kiadó, Bp., 2022